# タイムズカー

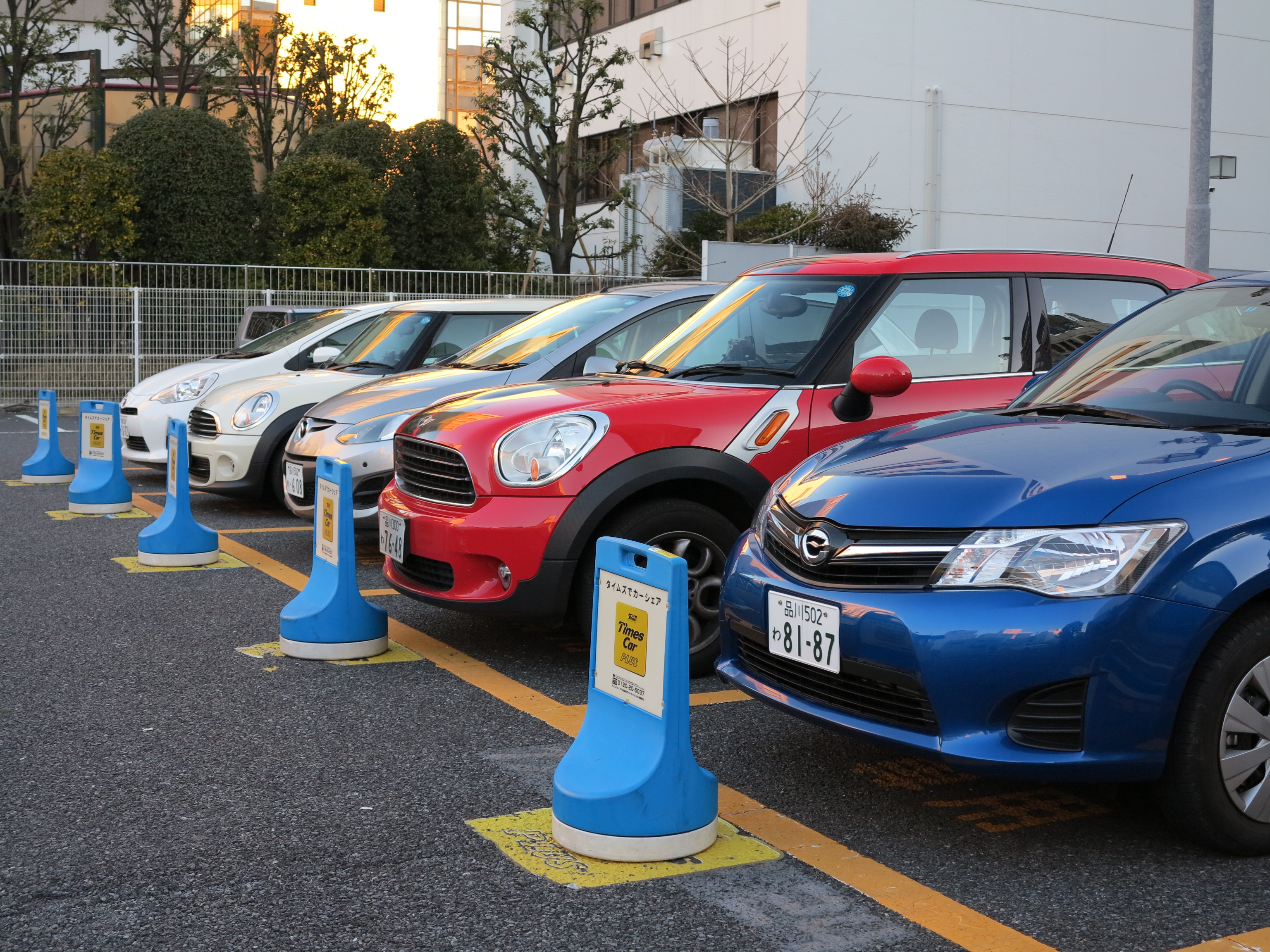
東京都渋谷区のステーション。タイムズのコインパーキングの敷地内に専用枠を設けて車両を配置しており、識別に路面の標示と看板を用いる。

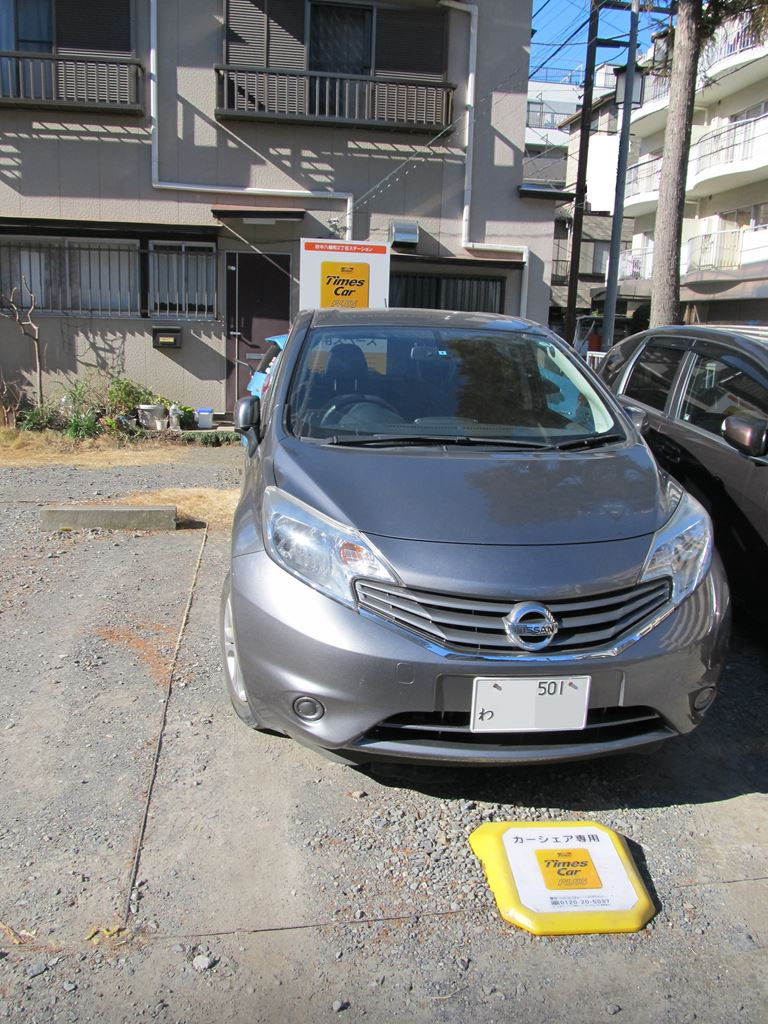
砂利の平駐車場使用

タイムズカーとは、タイムズモビリティ株式会社が運営するカーシェアリング事業及びそのブランド名である。2021年4月1日に、旧名称「タイムズカーシェア」から名称変更された。

## 概要
貸出拠点数22,350箇所、車両台数72,907台、会員数約323万人（2025年3月現在）で、業界内で最大のシェアを擁する。
一般的なカーシェアリングサービスでは、特定の地域を中心に展開していることが多いが、タイムズカーは首都圏をはじめ全国の主要都市で高密度に車両を配置している。2017年9月7日に佐賀県佐賀市へステーションを設置したことにより、全国47都道府県すべてにステーションの設置を完了した。

## 歴史

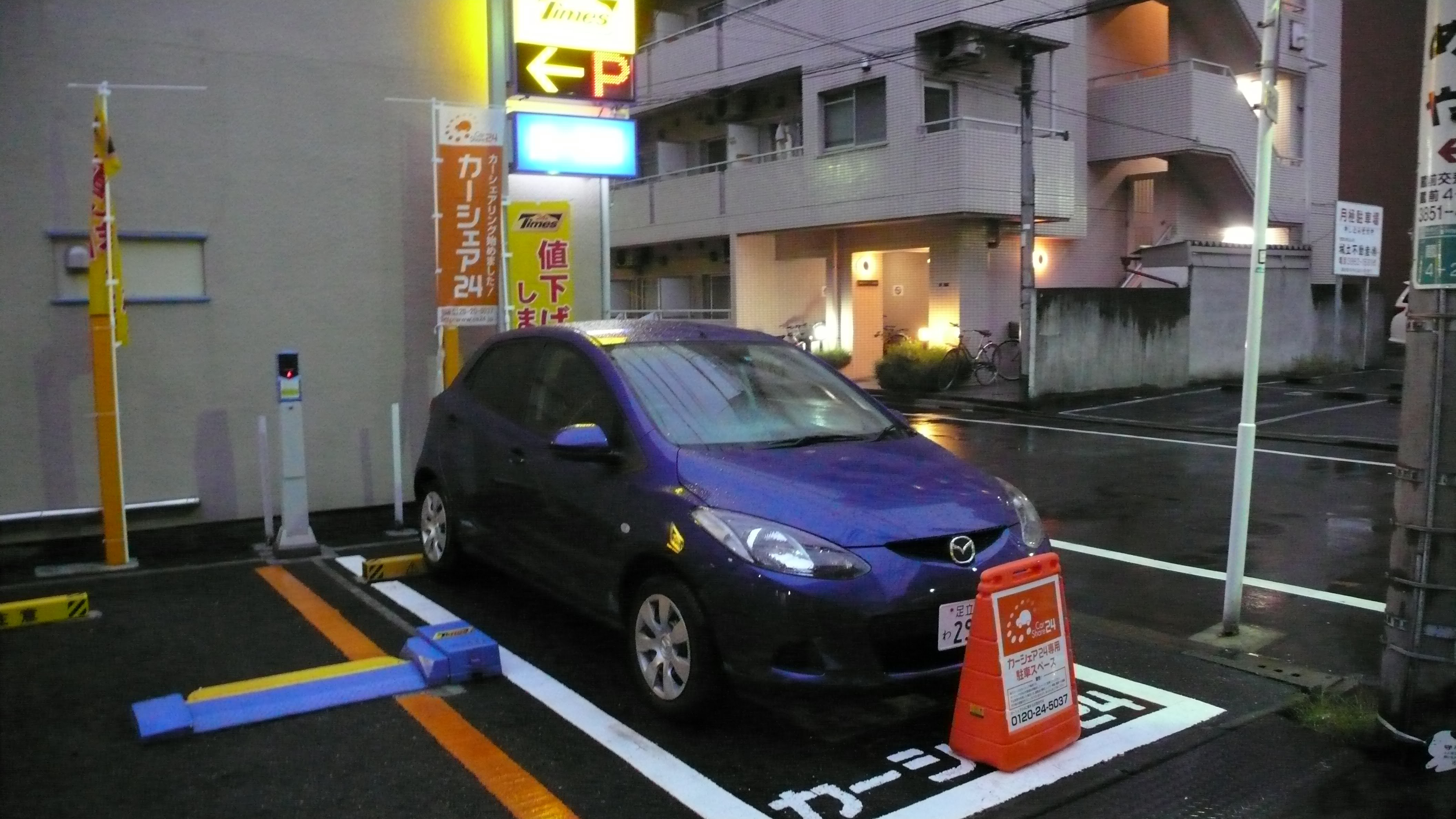
カーシェア24時代（東京都台東区）

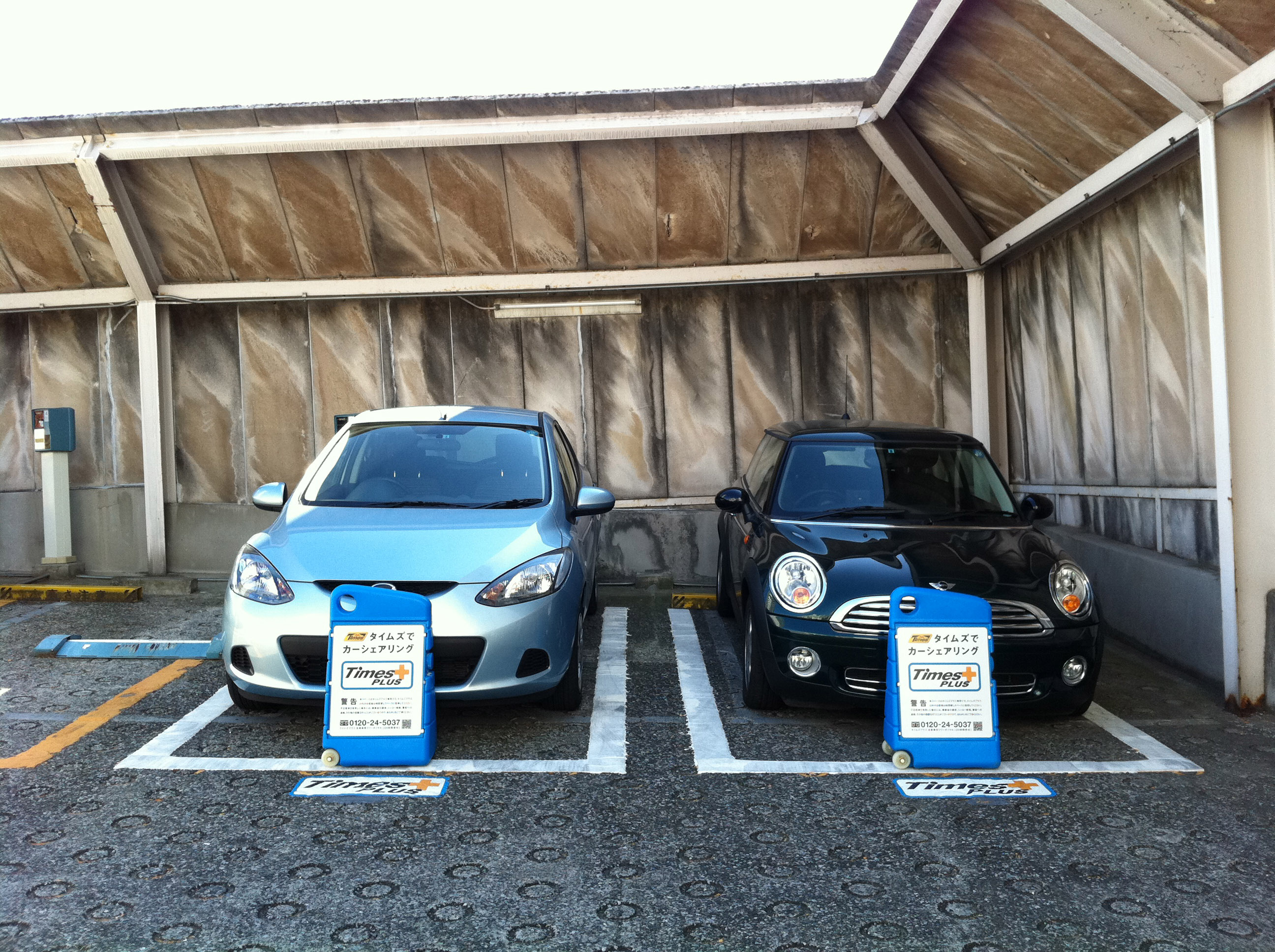
タイムズプラス時代（東京都中野区）

自動車メーカーマツダのグループ会社で、レンタカー事業を運営するマツダレンタカーが、2005年2月から「カーシェア24」の名称で広島市西区でカーシェアリング事業を開始した。
そして2009年、時間貸駐車場「Times（タイムズ）」を運営するパーク24が、カーシェアリング事業への参入を目的としてマツダレンタカーを子会社とし、自社駐車場「タイムズ」の敷地を利用して積極的にカーシェアリングの全国展開を図る。
2010年6月よりカーシェアリング事業のブランド名を「タイムズプラス」に変更。パーク24の持株会社化に伴い、2011年5月1日にカーシェアリング事業はパーク24の駐車場運営部門が分離して設立されたタイムズ24株式会社に移管。残ったレンタカー事業は「マツダレンタカー」ブランドのまま2011年6月5日に社名を「タイムズモビリティネットワークス株式会社」に変更した。
2013年4月1日からは「タイムズ」ブランドの浸透を図るため、タイムズ24株式会社の運営するカーシェアリング事業のブランド名を「Times Car PLUS(タイムズカープラス)」、タイムズモビリティネットワークス株式会社の運営するレンタカー事業のブランド名を「Times Car RENTAL(タイムズカーレンタル)」へと変更した。
2019年5月1日よりパーク24のBI（ブランドアイデンティティ）変更に伴い、サービス名称を「タイムズカーシェア」へ変更した。
2019年11月1日より運営会社がタイムズ24からタイムズモビリティ(同日よりタイムズモビリティネットワークスから商号変更)へ移管された。
2021年4月1日よりサービス名称が「タイムズカーシェア」から「タイムズカー」へと変更された。名称変更と同時に最大時間料金の改定が行われている。

## 料金
サービス開始以来、値上げは2011年5月1日に各種ナイトパックで、2014年4月1日に消費税増税に伴う改定が全プランで一斉に行われ、2019年10月1日の消費税増税に伴う大幅な料金プランの改定と同時に行われた。2021年4月1日、最大時間料金の価格改定によって値下げが行われた。

### 補償制度
何らかの理由で車両が使用できなくなった場合、NOC（ノンオペレーションチャージ、営業補償料）として20,000円（自走可能な場合）ないし50,000円（自走不能な場合）が請求される。
また、事故の内容や運転者の責任割合に関係なく、対人、対物、車両、人身の各補償の利用者免責額は0円となり、NOCのみの負担でよい。ただしこれは警察やコールセンターに適切な届け出をした場合のみで、手続きに不備があった場合はこの限りではない。駐禁区域での当て逃げや無施錠盗難、車内装備の破損など、悪質な利用や利用者の重大な過失に起因するものの場合はNOCに加え実費が請求される。
会員でないものが運転している際に事故を起こした場合、上記の補償は一切適用されず、実費負担となる。

#### 安心補償サービス
2015年4月に開始され、同年10月に現在のサービス内容となった。レンタカーの補償制度と同様の形式で、1回の利用につき550円を追加で払うことにより、事故時のNOCやタイヤ損傷時の実費負担を免除できる。

### カード発行手数料
会員登録する場合には、事前にインターネットや店頭で手続きを取り、カード発行手数料として1枚につき個人会員は1,650円、法人会員は660円がかかる。デポジット等はない。
かつてタイムズクラブカード会員であったとしても、タイムズカーに入会すると自動的に同カードのプレミアムサービスへ移行されることとタイムズクラブカードにはICカード機能が備わっていないため、カード交換扱い（会員番号も当然変わる）となって発行手数料が必要となる。

### 月額基本料金
月間利用料金が月額基本料金未満となった場合には月額基本料金のみが請求される。すなわち、月額利用料金のうち880円分までは月間基本料金の無料利用分として充当される。
- 個人プラン - 880円
- 家族プラン - 880円（家族全員で880円で利用可能。会員カードは人数分発行）
- 学生プラン - 無料（登録後4年間[補足 5]）
- 法人プラン - 無料

### 貸出料金
予約する際には予約開始時間と予約終了時間を15分刻みで指定する。延長手続きを取らずに予約時間を越えて利用（無断延長）した場合、所定の予約終了時間から実際の利用終了時間まで利用した分は「ペナルティ料金」となり通常の2倍の料金となる。
|                                             |                                             | ベーシッククラス | ミドルクラス  | プレミアムクラス |
| ------------------------------------------- | ------------------------------------------- | ---------------- | ------------- | ---------------- |
| 時間料金（15分あたり）                      | 時間料金（15分あたり）                      | 220円            | 330円         | 440円            |
| 最大時間料金                                | 6時間まで                                   | 4,290円          | 6,490円       | 8,690円          |
| 最大時間料金                                | 12時間まで                                  | 5,500円          | 7,700円       | 9,900円          |
| 最大時間料金                                | 24時間まで                                  | 6,600円          | 8,800円       | 12,100円         |
| 最大時間料金                                | 36時間まで                                  | 8,800円          | 11,000円      | 17,600円         |
| 最大時間料金                                | 48時間まで                                  | 9,900円          | 13,200円      | 20,900円         |
| 最大時間料金                                | 72時間まで                                  | 14,300円         | 18,700円      | 27,500円         |
| 最大時間料金                                | 以降1日毎                                   | 5,500円          | 6,600円       | 7,700円          |
| ナイトパック (18:00～翌朝9:00)              | ナイトパック (18:00～翌朝9:00)              | 2,640円          | 3,960円       | 5,280円          |
| ミニマムチャージ                            | ミニマムチャージ                            | 1,760円          | 2,640円       | 3,520円          |
| 距離料金（6時間超またはナイトパック利用時） | 距離料金（6時間超またはナイトパック利用時） | 1kmごとに20円    | 1kmごとに20円 | 1kmごとに20円    |

6時間超過の利用とナイトパックの場合、距離料金が利用開始時からの走行距離に対し20円/km課金される。(全クラス共通)
72時間以上の利用は対象となるステーションが限られる。最大30日間まで利用可能である。
なお、キャンペーンとして、「アーリーナイトパック」が複数回行われている。これは、車両のクラスを問わず、18時から翌0時までの6時間を990円(税込)で利用できるものである。ナイトパックと同様に、総走行距離に対して距離料金20円/㎞が課金される。
事前点検の時間確保を目的に予約開始時間の約15分前から解錠・利用開始が出来、利用開始から予約開始までの利用分は課金対象に含まれない。また、予約終了時間前に返却した場合には、実際に利用した時間分のみが請求される。
予約開始時間前に利用開始から返却まで完了した場合、24時間を超えない予約の場合は、利用料金は発生しない。またこの場合、安心保障サービスに加入していても、その料金は課金されない。ただし、24時間を超える予約の場合は、最低料金として2時間分の料金が課金される。

### 利用料金の割引
時間料金で利用中、20リットル以上の給油・燃料計の半分以上の満タン給油または洗車をした場合には、それぞれ30分相当の利用料金が値引きされる。給油は自動検知により自動的に割引が適用されるが、洗車は予約登録完了メールまたは、利用開始10分前に送付される予約確認メールに記載のURLリンクへアクセスの上報告する形となる。
また、タイムズポイントと交換できる「カーシェアeチケット」を用いて利用料金を割り引くことも出来る。

### オプション料金
一部ステーションでは、チャイルドシートやスタッドレスタイヤなどのオプション利用が可能である。
- チャイルドシート：1,100円/個（税込）
- 4WD：無料
- スタッドレスタイヤ：4,400円/回（税込）
- 乗り捨て：空港と一部のステーション(ST)間でのみ利用可能なサービスである。乗り捨て料金は利用する車両の料金クラスによって異なり、ベーシック/3,300円(税込)、ミドル/3,850円(税込)、プレミアム/4,400円(税込)となっている。
- 車内清掃：利用前に車内の清掃及び除菌を行うサービスである。220円(税込)。
  - 地域によっては無料の標準装備となる他、装備料金が半額になるキャンペーンが実施されることもある。

## 利用方法
利用には、まずタイムズカーの会員になる必要がある。これはタイムズクラブの会員とは異なるもので、その会員であっても別途登録が必要である。
登録はWebサイトで入会手続きを済ませてタイムズカーレンタル店舗などでの簡易的な確認と手続きで受け取り（運転免許証提示と必要事項を伝えるだけで早ければ5分程度で終わる）、サイト上での申し込み、無人入会機、説明会への出席といった方法がある。タイムズクラブ会員でない場合は、会員登録も行う。専用カード（タイムズクラブプレミアム会員資格付帯）を受け取ると、その時からこのサービスが使用可能となる。
タイムズカーでは、貸出拠点のことを「ステーション」と称している。車両の貸出・返却はその車両が所属するステーションのみで行われ、基本的に乗り捨ての制度はない（詳細は後述）。ステーションは基本的にタイムズ駐車場内の駐車スペースのうち数面を本サービス用に供給しているものであるが、同系列のタイムズカーレンタルの敷地内や、その他公共駐車場の中、あるいはマンションの駐車場の一角に存在する場合もある。
車両には本社サーバー連動システム（携帯電話回線で通信を行う）を搭載しており、携帯電話やIC式会員カードを用いて24時間随時予約・貸出・返却が可能である。

### 予約・貸出

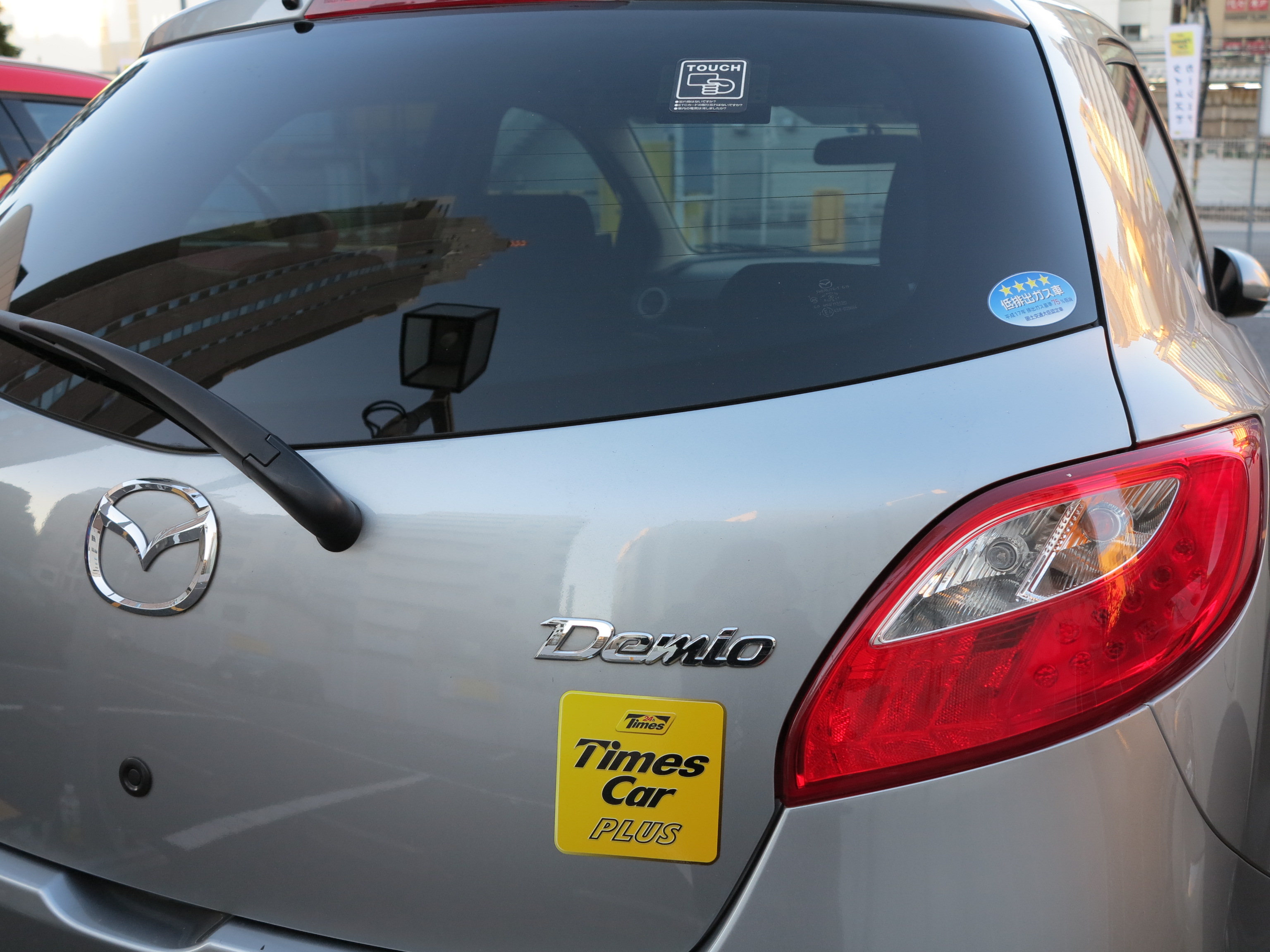
車両には黄色いステッカーが貼られ、ICカードリーダーが設置されている。

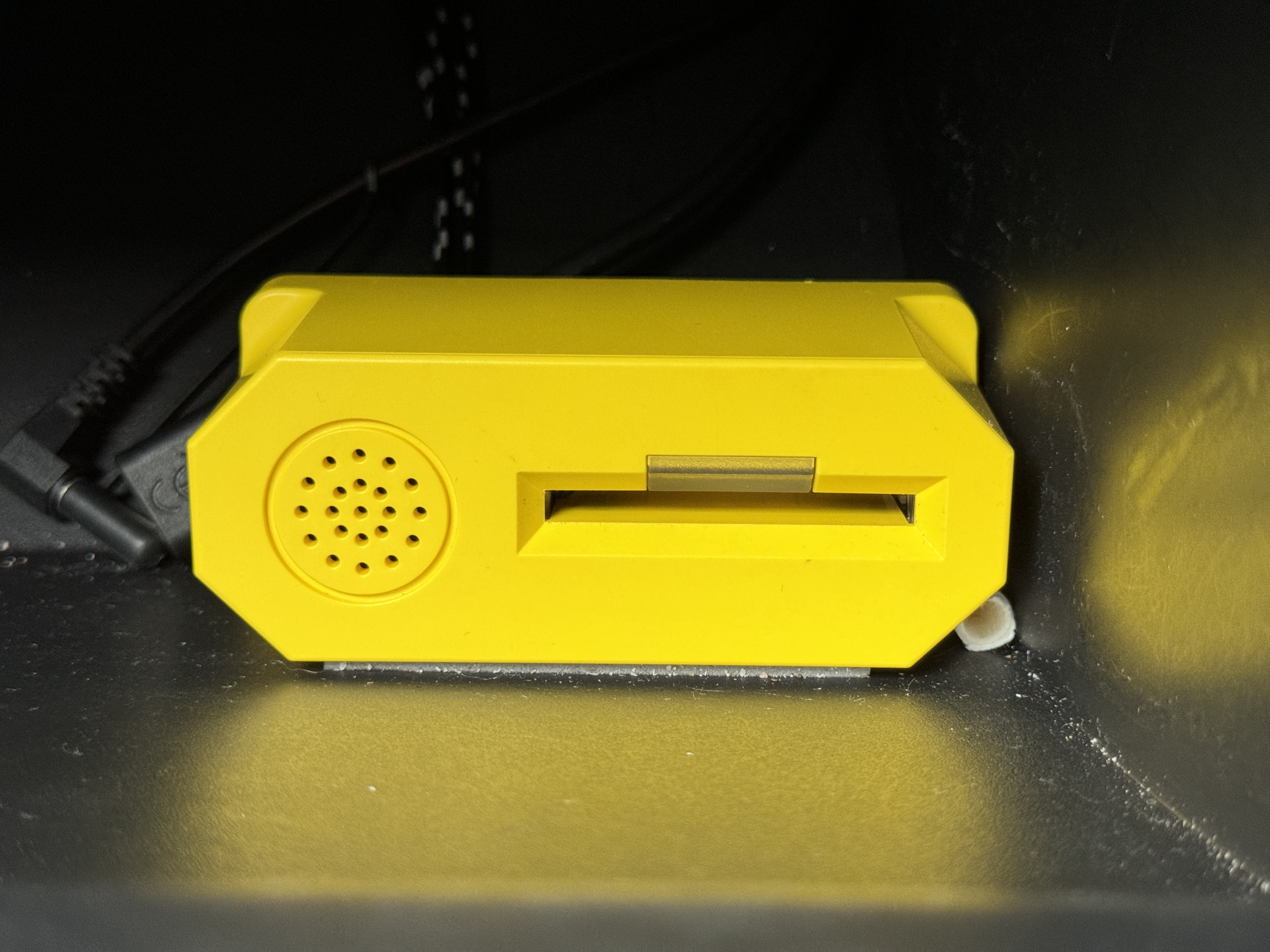
車両のグローブボックスに設置されているキーボックス

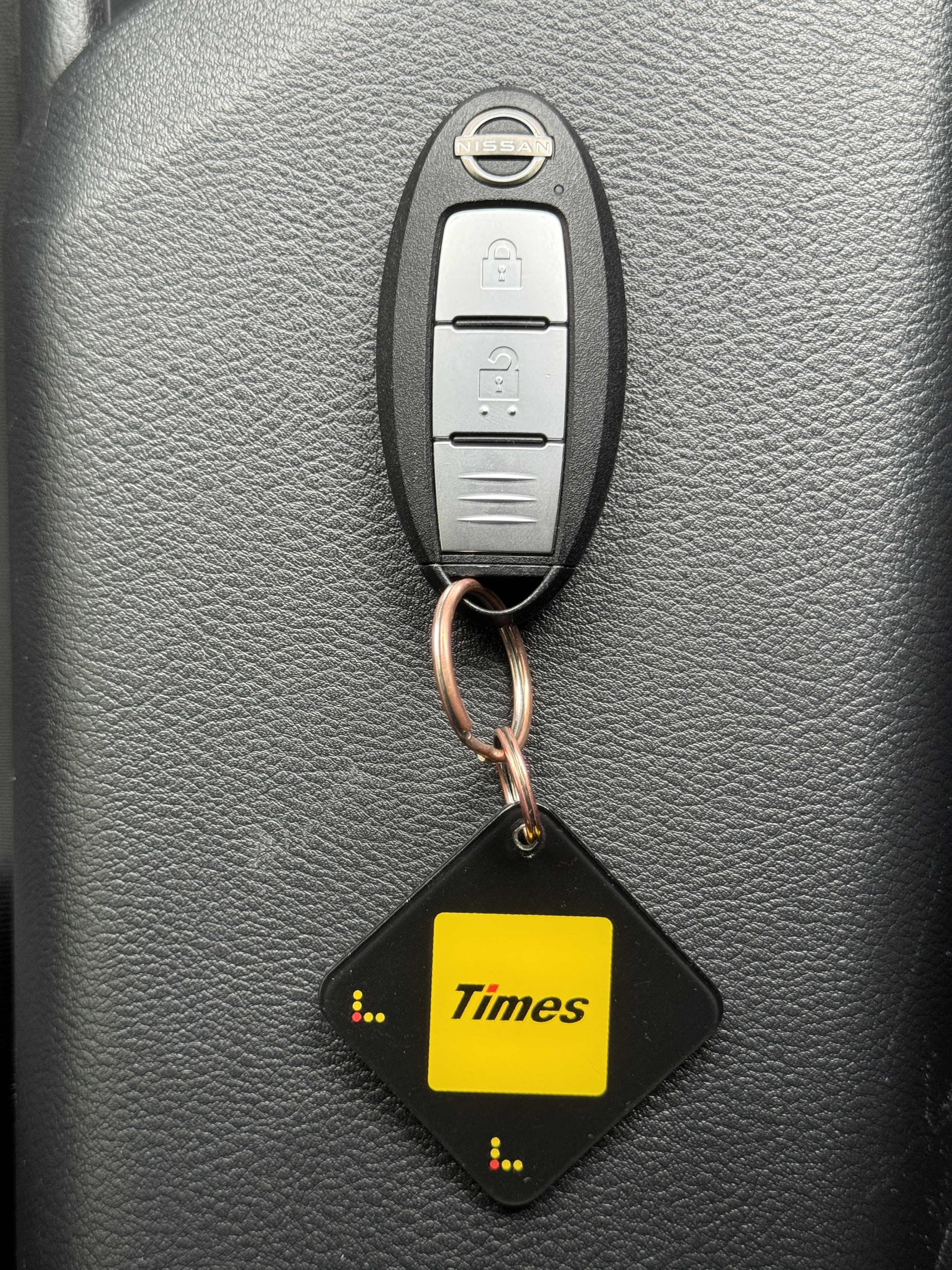
タイムズカーの自動車キー（日産・ノート（3代目））

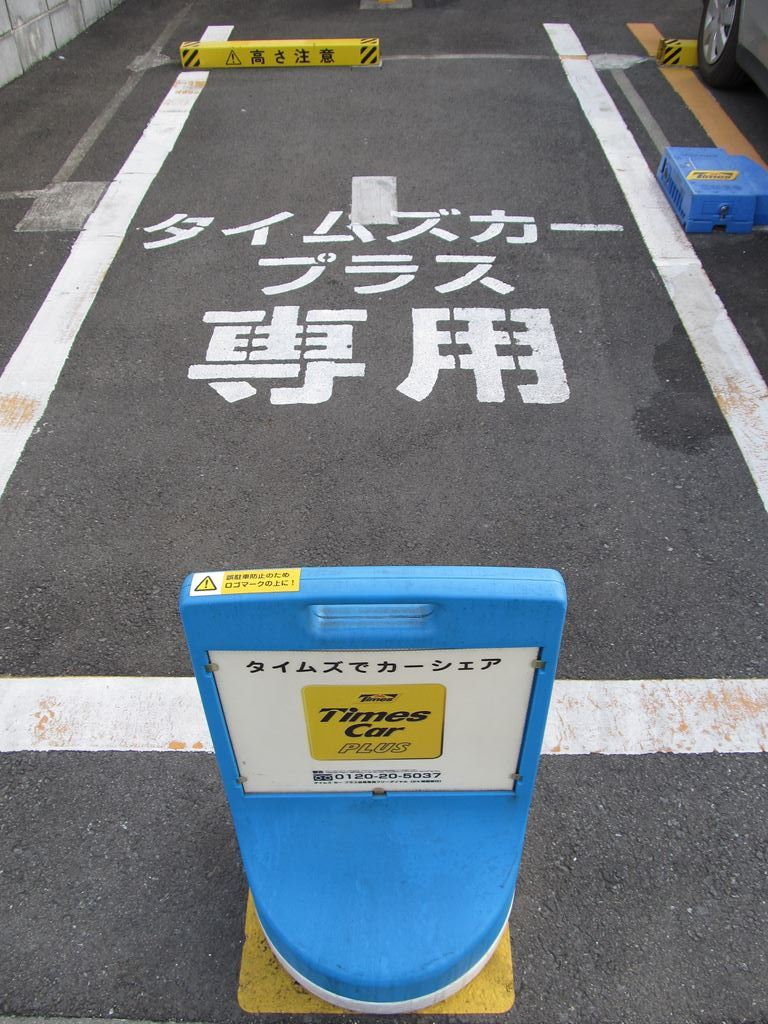
車両貸出状態

予約はインターネット上の公式サイトから行う。希望ステーション、時間帯、車種を指定して予約する。通常2週間前から予約できるが、ステーション1つあたり数台程度の配置ということが多いため、予約日時が直近になると予約が取れないということも発生する。
車両には施錠システムと連動したカードリーダーが取り付けられており、IC式会員カードを所定のリーダーにタッチすることで解錠される。ただし、同一会員が2台続けて予約を行うには1台目の予約終了時刻から2台目の予約開始時刻まで最低15分は間隔を開ける必要がある。
予約完了をして実際に乗車するために開錠する為には、車載のカードリーダーのランプが赤く点滅した状態で会員カードをタッチする。
車両の鍵（イグニッションキー）はグローブボックス内（通常、自動車検査証などを入れているところ）に保管されている。イグニッションキーには、コールセンターの番号とタイムズカーのロゴが記載されたキーホルダーもしくは小型の鍵が付いている。小型の鍵は貸出中かどうかを判定する車載機に差し込むもので、イグニッションキーを取る際はこの小さい鍵を回して車載機のキーシリンダーを「返却」から「貸出」に合わせ、車載機から外さなければならない。キーホルダーはグローブボックス内の専用挿入口から抜き出すと「貸出」状態となり、返却時には専用挿入口に差し込むことで「返却」状態になる。
ステーションに駐車されている間は車両の前には車止めに似たスタンド看板が設置されており、スタンド看板を出発前に一旦他の場所に移動してから車両を駐車スペースから出し、ステーションから出ている間に他の車両が通常の時間貸し駐車場スペースと誤認して駐車してしまうのを防ぐために、車両を出してからスタンド看板を元の位置に戻しておかなければならないと定められている。また、この空き場所に他の自動車やオートバイを止める事は禁止されている。また、自転車でステーションに乗り付けることも禁止されている。
なお、すでに車両がステーションにあり、貸出可能な状態である場合には、予約開始時間の15分前から利用可能である。この15分間は、予約した車両に異常がないかを確認するための時間として設けられており、何か不具合があればコールセンターに報告するなどの対応を行う必要がある。自己点検で問題がなければ予約開始時間前であっても利用を開始できるが、その後発覚したトラブルは、原則として利用者の利用中に発生したものとみなされるため、注意深い点検が重要である。
また、この15分間は、点検等のための時間としてサービス的な意味合いで設定されているものであり、この時間までに車両が用意されていなかったとしても、原則割引等の対象にはならない。

### 予約内容の変更
窓口がなく、無人で自動車の貸出を行うというサービスの特性上、予約に関する様々な手続きは会員がインターネットを通して携帯電話やパソコンから簡単にできるようになっている。また、会員が行える範囲外の処理を行う場合でも、コールセンターに連絡を取れば遠隔操作で対処してもらうことが出来る。

#### 利用開始前
利用開始前の場合、利用開始時間までは公式サイトから予約の変更や取消を行うことができ、特にキャンセル料は発生しない。ただし、利用開始時刻が経過した後の予約取消はできず、利用をしていなくても実際の予約時間に応じて料金が発生する。ただし、時間料金の場合、予約時間開始後に公式サイトの予約変更メニューから予約時間を短縮することで未利用分でも発生する課金額を抑えることが出来る。パック料金予約時にはこの手法は使えず、基本料金がそのまま発生する。
前の利用者が時間通りに車両を返却できない場合や、事故などで車両が使用できなくなった場合は、コールセンターは次の利用者へ電話による連絡を取り、代替車両の用意や近隣ステーションへの変更を行う。この際は会員の口頭の希望に応じてコールセンター側で予約を変更してもらう形となる。
利用ポイントの蓄積で入手できるeチケットの使用・不使用に関しては利用開始後でも変更することができ、料金プランに関係なく、予約開始後にeチケットを追加することも出来る。

#### 利用開始後
車載カーナビやスマートフォンアプリの「タイムズカーアプリ」で15分、30分、60分刻みで延長手続きを取ることが出来る。当初の予約時刻が既に終了していたり、次の予約が入っている場合はこの手続きを行うことはできず、コールセンターに連絡する必要がある。また、純正ナビのみの搭載で専用メニューを使用することができない車種については、公式サイトの予約変更メニューやコールセンターを用いて予約変更を行うことが出来る。
その他、事故や異常で車両が自走不能となった場合、利用開始から車両が自走不能となってコールセンターに連絡した時点までの料金が発生する。

### 返却
貸出開始時と逆の手順を踏む（駐車スペースに戻す際にもスタンド看板を一度他の場所に移動したうえで、車両を駐車し、スタンド看板を車両の前に置く）。イグニッションキーについた小型の鍵を車載器に差し込みシリンダーを「返却」に合わせる、もしくはキーホルダーを専用挿入口に差し込んだあと、車載のカードリーダーのランプが赤く点滅していることを確認して施錠する。これが料金計算上の利用終了時間となる。ただし、ギアがPになっていない、ドアが全て閉じられていないなど、そのままでは返却できない場合、カードリーダーのランプは点滅せず施錠できない。
なお、車載器のシリンダーを「返却」に合わせるかキーホルダを差し込んだ時点で、「ETCカード！ ETCカード！ ETCカード！ お忘れ物はございませんか。」という音声が流れる場合があるが、これは機器の不具合等ではなく、ETCカードの取り忘れを防止する為、利用中の車速などの条件を満たすと鳴動するようになっている注意喚起の音声である。
また、利用中に会員カードをなくしたなど、何らかの事由で正常な施錠ができない場合は、コールセンターに依頼して遠隔施錠をしてもらうことになる。この場合、会員はコールセンターと電話をつないだまま車両の前で確認する必要がある。

#### 忘れ物開錠
返却後（会員カードをかざして施錠後）に車内に忘れ物をしたことがわかった場合、返却後に一度だけ解錠処理ができる。再開錠は貸出時同様ICカードリーダーに会員カードをかざして開錠し、忘れ物の回収等が終わったらドアを閉めて再度リーダーに会員カードをかざして施錠する。ただし、当該車両の次の予約が1時間以内にある場合には解錠できない。それを越えた場合は、同じ車両を再度短時間予約して解錠する、コールセンターに依頼してその車両の使用を停止させるなどの手段を取らなければならない。
なお、忘れ物回収等で短時間の予約取得により車両を解錠した場合は、一度車両内のイグニッションキーを車載機から抜き、再度差し込みを行う必要がある。これを行わなければ、再度ドアを閉めてカードをかざしても、返却したとみなされない。

#### 乗り捨て
乗り捨ては禁止されており、タイムズカーのステーション間であってもこれを行った場合、会員資格取消となる。ただし、空港近くのステーションと都市部の一部のステーション間では乗捨利用を行うことが出来る。この乗り捨ての際に通常の利用と異なる点は以下の通りである。
- 乗り捨て料金が別途発生する。ベーシック3,300円/回、ミドル3,850円/回、4,400円/回
- 指定ステーション以外へ乗り捨てられた場合には実費（保管料＋移動費）＋移動にかかった時間分の延長料金が発生する。

また、実証実験「Times Car PLUS×Ha:mo」では指定ステーション間であれば自由に乗り捨てが行えるようになっていた。上記と異なるのは以下の通り。
- 専用アプリから自由に行き先の変更が出来る。
- 乗り捨て料金は発生しない。

2022年1月現在「道路空間を活用したカーシェアリング社会実験」を実施しており、対象ステーションでは乗り捨てが可能である。この場合、乗り捨て料金はかからない。2023年2月24日～2024年3月31日の予定で実際される。

## タイムズカープログラム
旧名称はTCPプログラム。2023年11月にタイムズカープログラムへ改称した。
2014年4月26日に始まった制度で、利用マナーや貸出車両の取扱いの状況に応じて貯まるカーシェアポイント（cp）によるステージ制を取り、ステージによって各種優待を受けることが出来る。ポイントが一定以上を越えると翌月以降ランクアップとなり、下回るとランクダウンとなる。2019年1月1日にリニューアルされるまではプラスポイント（pp）と呼称されていた。

### ステージ・優待内容
|                                                              | ステージ１   | ステージ２ | ステージ３ | ステージ４                              |
| ------------------------------------------------------------ | ------------ | ---------- | ---------- | --------------------------------------- |
| 条件                                                         | 通常ステージ | 100cp以上  | 200cp以上  | 500cp以上かつ 無事故走行距離2,000km以上 |
| 月額基本料金無料                                             | ×            | ○          | ○          | ○                                       |
| 3週間前から予約可                                            | ×            | ○          | ○          | ○                                       |
| ミドルクラスをベーシッククラスの料金で利用可能               | ×            | ×          | ○          | ×                                       |
| プレミアムクラスをミドルクラスの料金で利用可能               | ×            | ×          | ○          | ×                                       |
| すべてのクラスをベーシッククラスの料金で利用可可能           | ×            | ×          | ×          | ○                                       |
| 6時間以上の利用で時間料金から1,000円割引（最初の50kmは無料） | ×            | ×          | ×          | ○                                       |
| カーシェアeチケット60分毎月プレゼント                        | ×            | ×          | ×          | ○                                       |

### 加減点基準
カーシェアポイントの有効期限は1年となっている。
加点
- タイムズカー検定に合格した時 - 30cp加算
- 利用中、急加速が1回以内の場合 - 利用終了後に3cp加算
  - 急加速は3秒間に時速25キロ以上の変動があった場合に判定される。
- 利用中、給油を行った場合 - 翌月に3×利用回数cp加算
  - 給油を行った利用回数で計算される。20L以上が条件で、1回の利用中に何度給油しても1回分の判定になる。
- キレイ度チェックアンケートに回答した場合 - 回答後に1cp加算
- キレイ度チェックアンケートで次利用者から好評価を得た場合 - 回答後に3cp加算
- 積算走行距離が100kmを超えた場合 - 100kmを超えるごとに翌々月中旬に5cp加算
- TCPあんぜん走行距離が100kmを超えた場合 - 100kmを超えるごとに翌々月中旬に5cp加算

減点
- 予約延長によるトラブル
  - 無断延長をした場合 - 利用中に5cp減点
  - 次利用者に影響が及んだ場合 - 利用終了後に50cp減点
- NOC発生時 - 翌々月に100cp減点
- 駐車違反 - パーク24の確認後に100cp減点
- 複数回事故、約款・マナー違反に該当すると判断した場合 - パーク24の確認後の翌月上旬にステージ1（0cp）に降格

カーシェアポイントがマイナスとなってしまった場合も、タイムズカー検定を受けることで0cpに戻ることが出来る。また、減点対象になっていなくても、加算されるポイントが期限切れになるポイントより少ないとポイントは減るため、それによるランクダウンも発生する。

### 関連キャンペーン
2015年8月3日～8月31日には法人会員以外の全会員を対象に「グッドマナーでプラスポイントキャンペーン」が行われた。不必要な予約とキャンセルなどといった悪質な利用を抑制するもので、以下のようにppに反映された。反映はいずれも9月中となった。
- 最初の予約時間に対して70％以上利用すれば利用ごとに5pp加算され、30%以下の利用に対しては利用ごとに5pp減点。予約変更があった際には以下のように予約時間を計算する。
  - 返却予定時間を前倒ししても、変更前の返却予定時間までを100%とする。利用開始時間を前倒しした場合は、変更後の利用開始時間からを100%と計算する。
  - 利用開始時間と返却予定時間を後ろ倒しした場合、変更前の開始時間から変更後の返却予定時間までを100%とする。前倒しの場合も同様に最長拘束時間で計算する。
  - キャンセルをせず変更で全く異なる時間帯を指定しても、間を含めた変更前と変更後を合算して100%とする[例 4]。
- 期間中に一度でも利用した場合、当日キャンセルが0回であれば10pp加算され、3回以上の場合は3×利用回数pp減点[例 5]。
- 利用中に給油した場合、6×利用回数ppが加算される。

## 車種
かつてはマツダレンタカーが事業を展開していた関係上、マツダのコンパクトカー「デミオ」が大半を占めていたが、タイムズ系列となってからは、BMWやMINIを始めとした輸入車の展開を始めた他、様々な利用シーンを想定して多彩なジャンルの車両が導入されている。また、メーカーとの提携で、期間限定で新型車やテストモデルの利用ができることもある。
いずれも、カーナビ・ETC車載器・ジュニアシート装備。ドライブレコーダーやコーナーセンサー、自動停止システムが装備されている車両もある。同じ車種でも違うモデルの車両が導入されている場合、それも記す。

### ベーシッククラス

#### コンパクトカー
- マツダ・MAZDA2
- 日産・ノート（E12型・HE/SNE12型[補足 15]・SNE/E13型）
- 日産・ノートオーラ
- スズキ・スイフト(ZC/ZD83S型・ZCEDS型/ZDEDS型[補足 16])
- スズキ・ソリオ(MA27S/MA26S型)
- ホンダ・フィット（GR1/2型・GR3/4型[補足 17]）
- トヨタ・アクア（NHP10型・MXPK11/MXPK16型）
- トヨタ・ヤリス（MXPH10/15型）
- トヨタ・ライズ（A200A/A210A・A202A型[補足 18]）
- トヨタ・ルーミー
- トヨタ・ヤリスクロス
- マツダ・MAZDA3

#### 軽自動車
- スズキ・ハスラー（MR31S/MR41S型・MR92S型）
- ホンダ・N-BOX（JF3/4型）
- ダイハツ・ウェイク
- スズキ・スーパーキャリイ
- 日産・ルークス
- スズキ・ワゴンRスマイル
- 日産・サクラ

#### 商用車
- 日産・NV200バネット

### ミドルクラス

#### ミニバン・商用車
- トヨタ・シエンタ（NSP170/175G型・MXPL10G/MXPL15G型）
- ホンダ・フリード （GB5/6型）
- 日産・NV350キャラバン

#### SUV
- トヨタ・C-HR
- マツダ・CX-30
- マツダ・CX-5

#### 電気自動車・ハイブリッド車
- 日産・リーフ
- トヨタ・プリウス（ZVW51型・ZVW60/65型）

### プレミアムクラス

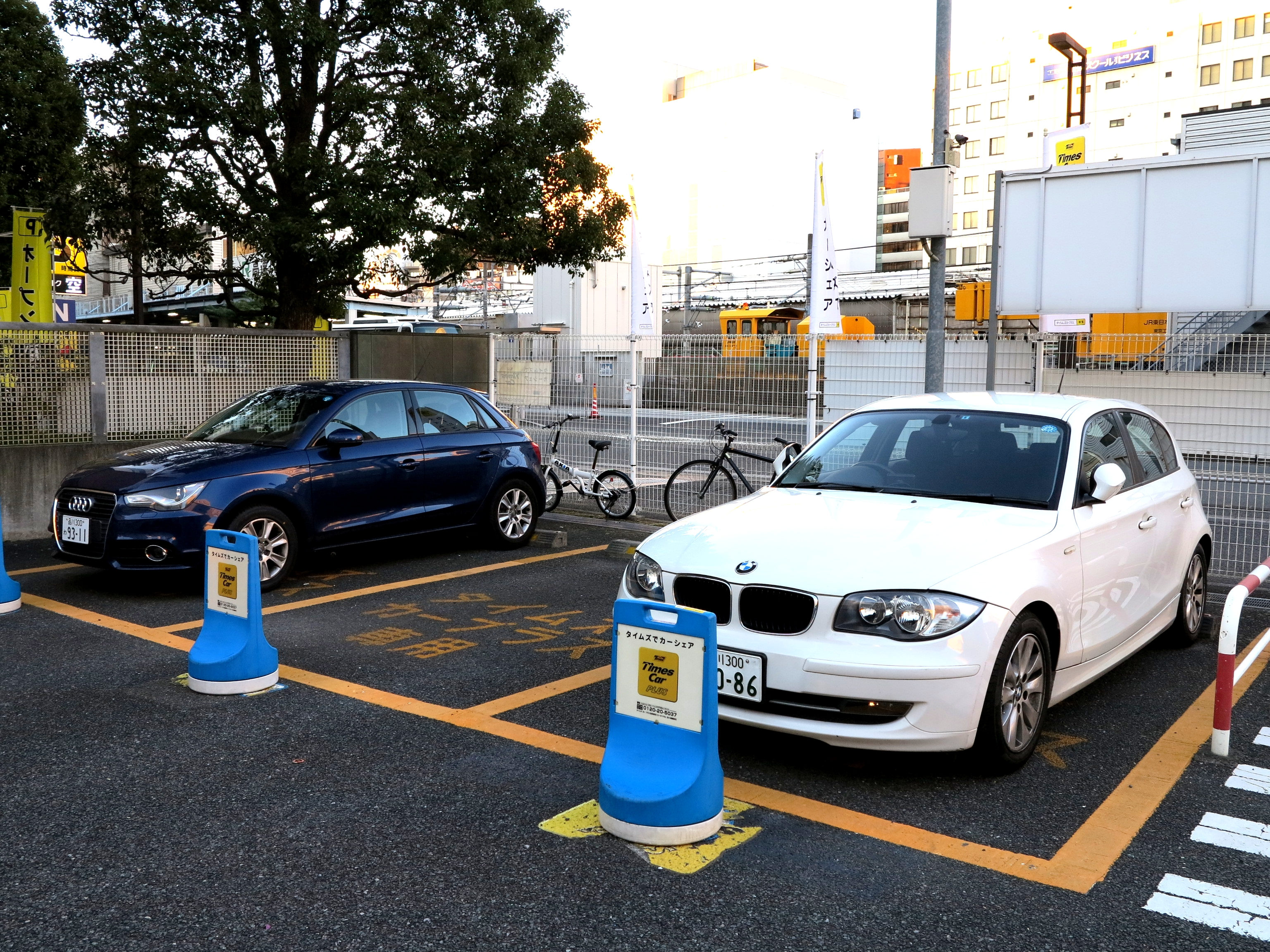
タイムズカーシェアで貸し出されていた輸入車の一例。アウディA1とBMW1シリーズ

- 日産・セレナ (C27/GNC27型・C28/NC28型)
- トヨタ・ノア（R80G・ZWR90W/95W型）
- トヨタ・bZ4X[18]
- トヨタ・アルファード（AAHH40W型/AAHH45W型/AYH30W型）

## Times CAR SHARE × Ha:mo
東京都内でサービスを行っていた超小型電気自動車を使用するカーシェアリングサービス。対象のステーション相互間での乗り捨てが可能だった。
実証実験期間終了のため2020年9月30日正午にサービス終了。

### 車種・料金
- トヨタ車体・コムス - 220円/15分
- トヨタ・i-ROAD（2019年3月27日で貸出終了[20]） - 412円/15分

## 道路上カーシェアリングステーション
2016年12月から2020年9月30日まで、国土交通省が実施した「道路空間を活用したカーシェアリング社会実験」に参加していた。東京都内の地下鉄駅に近接した道路上にステーションを設置し、カーシェアとの連携強化による公共交通の利用促進の可能性を検証するものである。配備車両として超小型EVであるCOMS、i-ROADが利用可能。本実験により設置されたステーションは前述のTimes CAR SHARE × Ha:moのステーションとしても利用されていた。
2021年4月28日から2023年3月末まで、配備車両を軽自動車に変更して社会実験の第二弾が開始された。ウェイク、N-BOXが利用可能。
2023年2月24日から2024年3月31日まで配備車両をコンパクトカーに変更された。
E13ノートe-POWER、ヤリスが利用可能になった。

### 補足
1. ↑  2015年3月までは20,000円。
2. ↑  2015年10月以前は料金が206円で、NOCは免責対象に含まれていなかった。料金変更に先駆けて同年9月には206円のままNOCまで免責対象となるキャンペーンを実施した。
3. ↑  キャンペーン等で無料になることも多い。
4. ↑  このため、それまでのタイムズクラブカードはカード機能が失効することとなる。
5. ↑  学生の間に登録した場合、4年経って学生であるかどうかに関係なく、登録後4年間は自動的に学生プラン適用となる。
6. ↑  電気自動車日産・リーフは距離料金が課金されていなかったが、2020年8月3日返却分より課金される。
7. ↑  ベーシッククラスの場合は440円、ミドルクラスの場合は660円、プレミアムクラスの場合は880円。
8. ↑  一回の利用中に複数回給油や洗車を行っても30分相当1回のみ割引である。
9. ↑  給油・洗車
10. ↑  法人の場合は法人営業担当が窓口となるため、これとは異なる。
11. ↑  1台目と2台目が同じ車両の場合、30分。
12. ↑  イモビライザー搭載車でも、「貸出」状態にないとエンジンが始動できないようになっている。
13. ↑  会員がステーションに着いたあとにその車両を使用するのが難しい状態（前利用者の返却遅れ、車両の大規模な破損など）になっていたことが発覚した場合はこの限りではない。
14. ↑  ただし、これらの車両は、ステーション併設のタイムズカーレンタルの店舗で貸出・返却手続きを行う必要があるなど、通常とは利用方法が異なる。
15. ↑  e-POWER
16. ↑  ハイブリッド車
17. ↑  ハイブリッド車
18. ↑  ハイブリッド車

### 例
1. ↑  会員によって車両が拘束された時間分。例えばベーシックタイプの車種で15:00～16:30の予約を行い、14:53～16:09（早く借りて早く返す）で利用した場合、実際は1時間16分利用だが1時間08分利用として1100円が発生する。しかし、同じ予約内容で15:13～16:27（遅く借りて早く返す）で利用した場合、実際の利用は1時間14分でも予約開始時間の15:00から計算され、1時間27分利用として1320円が発生する。
2. ↑  久留米西鉄駅前ステーション
3. ↑  新宿サブナード（西）・（東）ステーション
4. ↑  最初に9:00～12:00で予約したものを13:30～19:30に変更した場合、一度も予約を入れていない12:00～13:30も含めた9:00～19:30の10時間半が100%として計算される。
5. ↑  キャンセルが1回または2回の場合は加算も減点もないが、それ以降、3回の場合は9pp、4回の場合は12pp…と減点される。
6. ↑  BMW・Active Eやマツダ・アクセラなど